# Брітта Бистрьом
Брітта Бистрьом (Byström, Britta) — сучасна шведська композиторка.

## Біографія
Брітта Бистрьом народилася 1977 року в шведському місті Сундсвалль (400 км північніше Стокгольма). У юні роки навчалася грі на трубі, рано почала компонувати. У 1995 році була прийнята до Королівського музичного коледжу в Стокгольмі, який закінчила у 2001 році.
Брітта Бистрьом компонує практично у всіх музичних формах і контекстах, зокрема, камерну музику, вокальну музику і оперу, але особливо музику для симфонічного орексту.
У 2007–2011 роках Брітта Бистрьм була запрошена до шведського оркестру Västerås Sinfonietta як composer in residence. Її роботи виконувалися Шотландським симфонічним оркстром, Міжнародним оркестром «Юний вітер», Єнським філармонічним оркестром і окрестром нозвезького радіо.
Серед найвідоміших робіт — «Нічний птах» (2010), що було уперше виконано окрестром шведського радіо, і «Пікнік на висячій скелі» (2010), за який Брітта Бистрьом здобула Премію Кріста Джонсона у 2012 році.